# Das Gastmahl im Hause des Levi
Das Gastmahl im Hause des Levi (Convito in casa di Levi) ist ein 1573 (datiert: 20. April 1573) entstandenes Ölgemälde des italienischen Malers Paolo Veronese. Es zählt zu den größten Leinwandbildern seiner Zeit.

## Beschreibung
Das Gemälde misst 5,6 Meter in der Höhe und 13,09 Meter in der Breite und ist damit noch etwas größer als Veroneses 1562-63 entstandene Hochzeit zu Kana (6,70 × 9,90 m, Louvre, Paris). Das biblische Geschehen ist wie auch in anderen Gastmahlsdarstellungen des Künstlers in seine eigene Gegenwart in der zweiten Hälfte des 16. Jahrhunderts versetzt. Fast alle Personen (bis auf Jesus und einige seiner Jünger) tragen festliche Gewänder aus der Entstehungszeit. Die prächtige Architekturkulisse der Renaissance erinnert an ein Bühnenbild. Das Bankett selber spielt sich in einer Loggia ab, die sich nach vorne und hinten in drei von korinthischen Säulen getragenen Rundbögen öffnet; über den Bögen befinden sich vergoldete und geflügelte weibliche Relief-Skulpturen (Engel ?). Die dreibogige Anlage des Bildes erinnert an ein Triptychon. Vorne, zum Betrachter hin, sieht man eine Treppenanlage, mit zwei Läufen links und rechts, auf der einige Personen hinauf- oder hinuntergehen. 

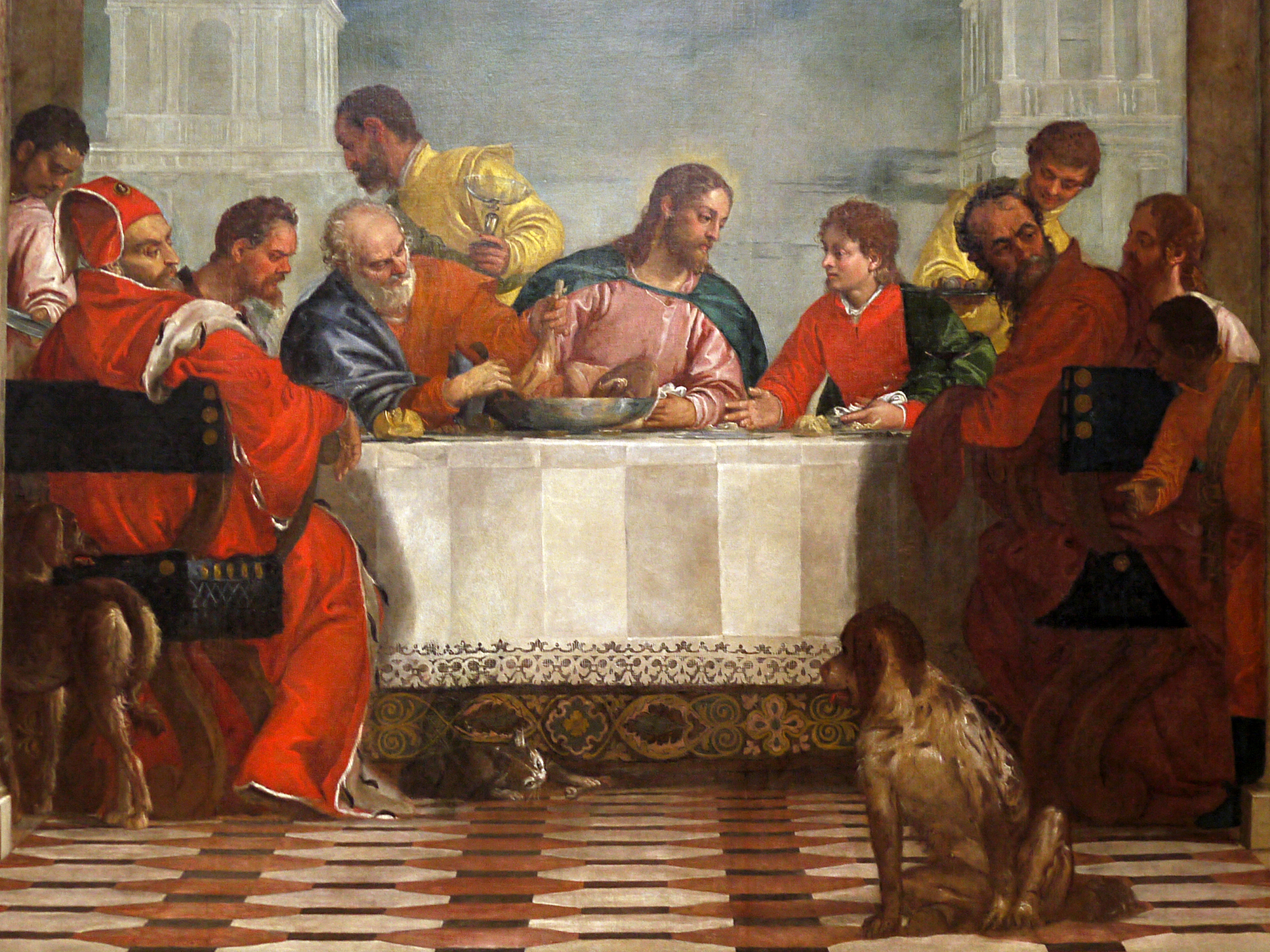
Mittlere Gruppe mit Jesus (Mitte), Johannes, Judas (rechts), Petrus und dem Hohepriester (links). Detail aus Veroneses Gastmahl im Hause des Levi, 1573

Im mittleren Bogen im Bildzentrum sitzt Jesus, in Rosa und Blau, von dessen Haupt ein leichter Schimmer (Heiligenschein) ausstrahlt. Über ihm öffnet sich der blaue und bewölkte Abendhimmel. Jesus neigt sich freundlich seinem aus Betrachtersicht rechts von ihm sitzenden Lieblingsjünger Johannes (in Rot) zu, der noch sehr jung wirkt und ihn gerade etwas zu fragen scheint. Links von Jesus bedient sich der weißbärtige Petrus aus einer Schüssel. Am rechten Rand des mittleren Bogens, Jesus schräg gegenüber, auf der anderen Seite des Tisches, sitzt ein schwarzhaariger, bärtiger Mann im Schatten, der sich zu einem Mohrenpagen umdreht; diese Figur ist vermutlich Judas. Links gegenüber, am linken Rand des mittleren Bogens, sieht man einen arrogant und unsympathisch wirkenden älteren Herrn in einer langen roten, hermelinbesetzen Robe und rotem Kopfputz, der Judas anblickt; dieser Mann stellt wahrscheinlich einen (oder den) jüdischen Hohepriester dar.
Außer Jesus und seine am Tisch verteilten Jünger bevölkern zahlreiche andere Figuren das Bild, insbesondere Diener, unter denen sich auch einige Mohren befinden. In einer kleinen Szene im Vordergrund versucht einer dieser Mohrenpagen (in Rosa) einen blauen Papageien zu streicheln, der von einem aufschreckenden Hofzwerg in oranger Narrentracht gehalten wird. Der elegante bärtige Herr in Grün dahinter wird von manchen Autoren für ein Selbstporträt Veroneses gehalten – diese Vermutung ist jedoch nicht gesichert. Auf dem Treppenlauf rechts sieht man zwei Söldner oder Wachposten, von denen der eine aus einem Glas Wein trinkt. Mehrere Diener ganz links sind durch Turbane als Orientalen gekennzeichnet. Die einzigen weiblichen Figuren sind ein kleines Mädchen (oder eine Zwergin?) vorne rechts und einige Zuschauerinnen in dem Palast im Hintergrund links. All diese Figuren sind in Bewegung und in großer Natürlichkeit und Lebensechtheit dargestellt, kommunizieren miteinander und müssen zur Entstehungszeit noch realer gewirkt haben als heute. Durch den "Trick" mit der illusionistisch gemalten Treppe im Vordergrund wird dem Betrachter (vor Ort) der Eindruck vermittelt, als ob er selber hinauf ins Bildgeschehen gehen könnte.
Wenn man berücksichtigt, dass es sich ursprünglich um eine Darstellung des letzten Abendmahls handelte, fallen im Vergleich zu anderen Abendmahlsdarstellungen der Renaissance, z. B. dem berühmten Abendmahl von Leonardo, oder mehreren dramatischen Bildern von Veroneses Zeitgenossen Tintoretto, die festliche und aristokratische Pracht dieses Bildes ins Auge, und ebenso die Tatsache, dass die Jünger in der Menge der dargestellten Personen etwas untergehen.

## Geschichte
Das Abendmahlsbild für das Refektorium des Klosters Santi Giovanni e Paolo in Venedig wurde als Ersatz für das 1571 bei einem Brand im Refektorium zerstörte Letzte Abendmahl von Tizian in Auftrag gegeben. 
Es ist ein verbreiteter Irrtum, dass Paolo Veronese wegen des Bildes, das als „Gastmahl im Hause Levi“ bekannt ist, von der Inquisition angeklagt worden sei. Oft wird dabei auch die kirchliche Glaubensgerichtsbarkeit mit der venezianischen Staatsinquisition verwechselt.

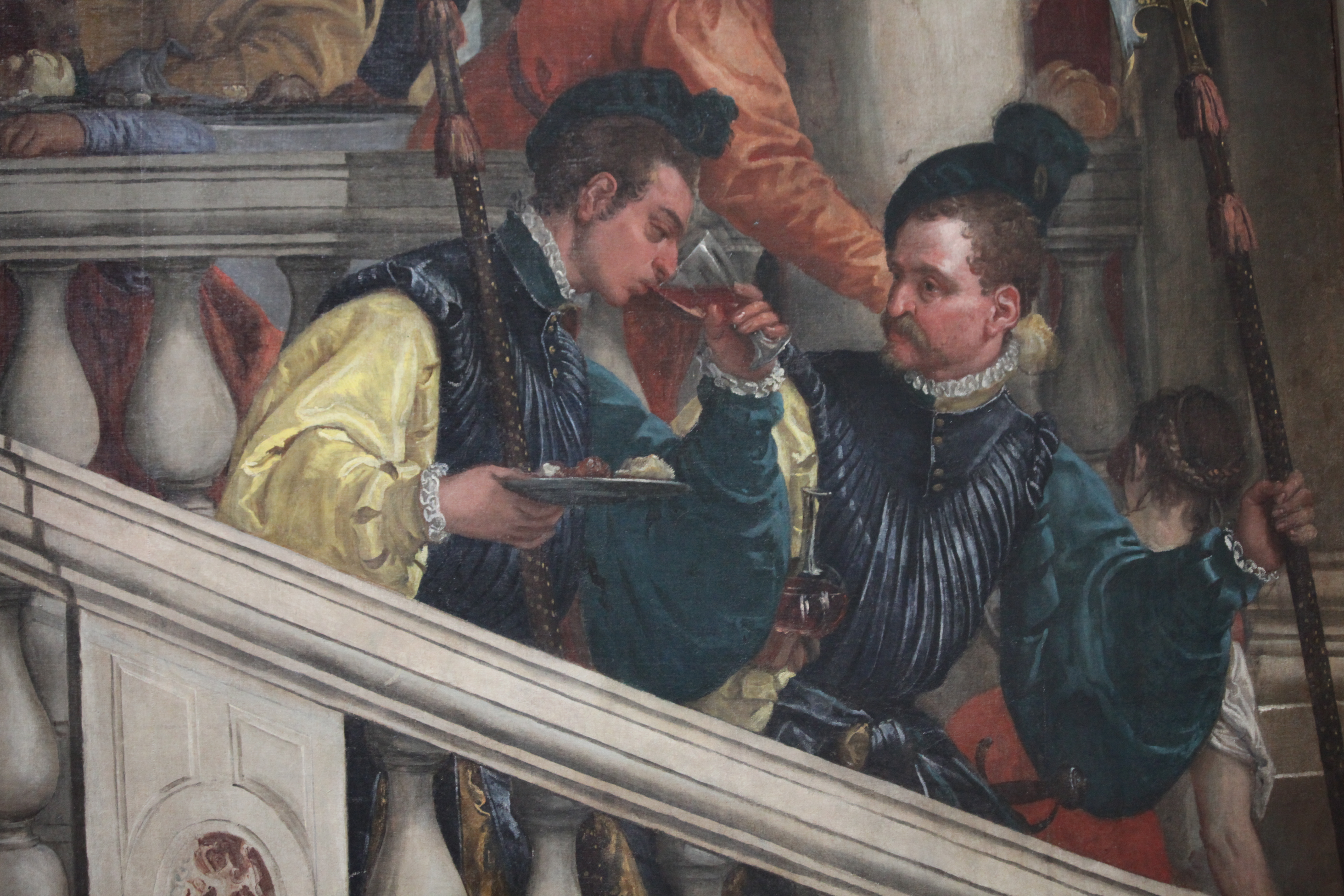
Trinkende Söldner, Detail aus Veroneses Gastmahl im Hause des Levi, 1573

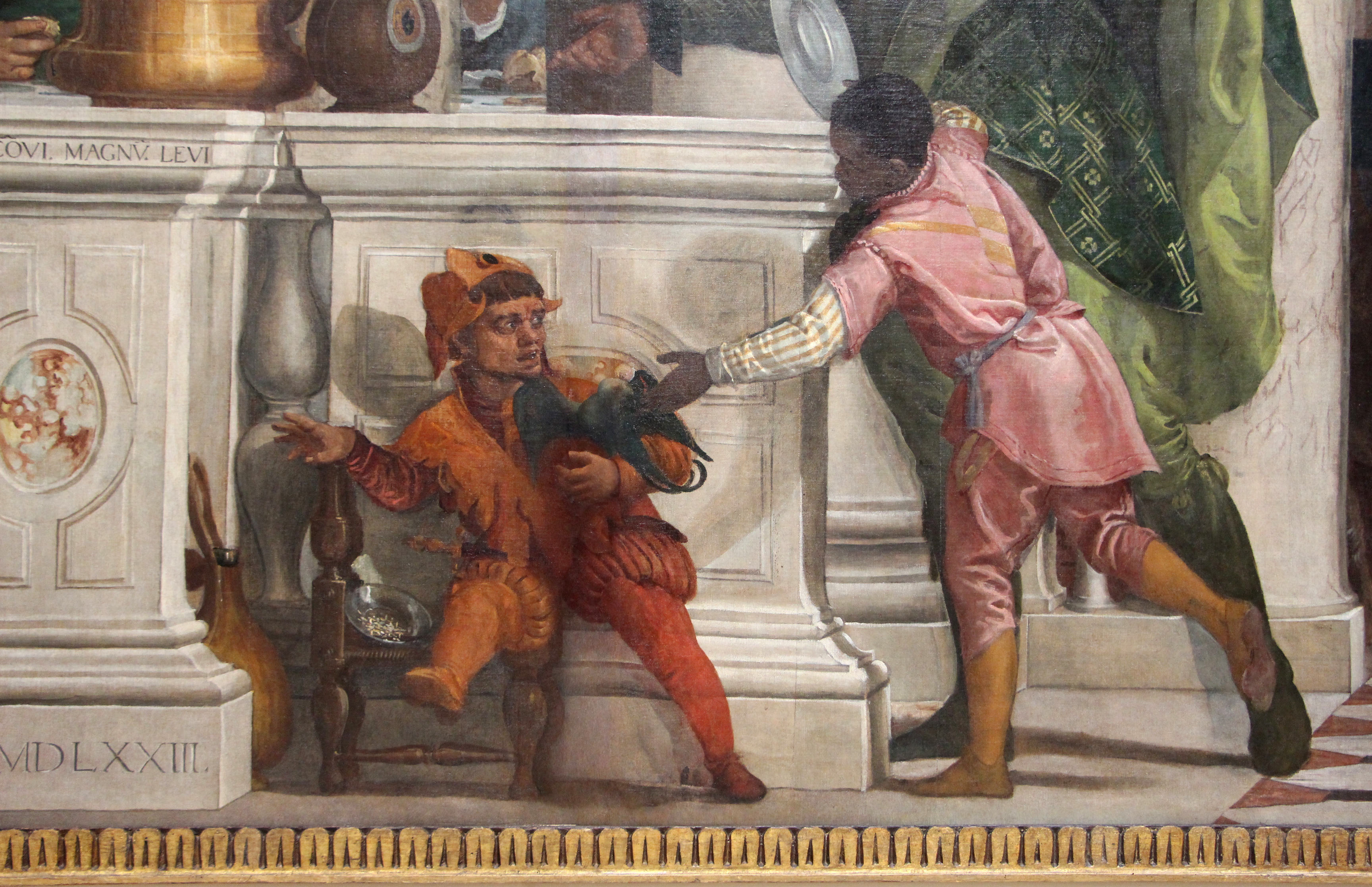
Hofnarr bzw. -zwerg mit Papagei und Mohren-Page, Detail aus Veroneses Gastmahl im Hause des Levi, 1573

Ungefähr drei Monate nach Aufhängung des Abendmahlsbildes (datiert 20. April 1573) im Refektorium der Dominikaner von SS. Giovanni e Paolo in Venedig, am 18. Juli 1573, wurde Veronese von den drei Savi des Sacro Tribunale in der Cappella di San Teodoro des Markusdoms befragt. In Venedig war eine solche Anhörung Voraussetzung, bevor – nach einer entsprechenden Entscheidung des Dogen – ein kirchlicher Inquisitionsprozess eingeleitet werden konnte. Das handschriftliche Protokoll der Befragung ist erhalten.

Die Befragung bezog sich auf einige Figuren auf dem Bild, die wohl Anstoß erregten: Rechts am Bildrand deutlich erkennbar „nach deutscher Art gekleidete Krieger“: „Wisst Ihr nicht, dass man in Deutschland und anderen von Ketzerei heimgesuchten Orten mit solchen abscheulichen Malereien und ähnlichen Erfindungen die Sache der katholischen Kirche zu lästern, zu zerstören und zu vergiften sucht, um die einfältigen Leute in Irrlehren zu verstricken?“ (Protokoll zit. nach der Übersetzung in Delogu)

Auch anderes, mit dem Veronese die große Bildfläche ausgefüllt hatte, missfiel: „Ob es ihm schicklich scheine, beim letzten Mahle des Herren, Narren, Betrunkene, Deutsche, Zwerge, und ähnliche Scheusslichkeiten zu malen.“

Veronese: „Nein, meine Herren … Ich tat es in der Annahme, daß sie sich ausserhalb der Stätte befinden, wo das Mahl abgehalten wird.“

Anscheinend wollte man bei der Befragung von Veronese Namen hören, um dann gegen die Betreffenden vorgehen zu können. Darauf deutet jedenfalls folgende Passage im Protokoll hin: „Ob wohl auch von irgendwem befohlen wurde, das Ihr auf diesem Bild Deutsche, Narren und dergleichen darstellen solltet?“ Dass Veronese den Auftrag von Pater Andrea Buona (im rechten Bildteil als Mittelpunkt der dortigen Figurengruppe porträtiert) erhalten hatte, dürfte dem Fragesteller bekannt gewesen sein.

Veronese umging jedoch vorsichtig die Versuchung, sich durch eine Denunziation aus der Affäre zu ziehen: „Nein, meine Herren, aber ich wurde beauftragt, das Bild nach meinem Belieben auszuschmücken, denn es ist gross und vermag viele Figuren zu fassen, so schien es mir.“
Es gab weder eine Anklage, noch eine Buße, aber zunächst die Auflage, den Titel des Bildes zu ändern, die aber nachträglich im Protokoll wieder gestrichen wurde. Veronese änderte tatsächlich den Titel des Bildes, indem er an der Balustrade links und rechts die kaum zu sehende Inschrift FECIT D. COVO. MAGNV. LEVI und LVCA CAP. V einfügte. So konnte das Bild nicht mehr als letztes Abendmahl verstanden werden, sondern es nahm nun Bezug auf das im Lukasevangelium erwähnte Gastmahl im Hause Levi (Lukas 5,27–32 ).
Man ließ die Sache offenbar mit dieser Befragung auf sich beruhen. In Venedig war eine solche Befragung oder Anhörung Voraussetzung, bevor – nach einer entsprechenden Entscheidung des Dogen – ein kirchlicher Inquisitionsprozess eingeleitet werden konnte. Es gab keinen Inquisitionsprozess gegen Veronese.

„In Wirklichkeit bestand für Paolo selbst keinerlei Risiko: Der außergewöhnliche Prozeß um ein Bild diente den Inquisitoren und Weisen als Vorwand und günstige Gelegenheit, um die Dominikaner von Santi Giovanni und Paolo abzumahnen; auf diese hatte man seit geraumer Zeit ein Auge geworfen, weil sie sich hartnäckig weigerten, den reformatorischen Vorschriften der Observanz Folge zu leisten, aber auch wegen zahlreicher Fälle nachweisbarer Abtrünnigkeit innerhalb des Klosters. Offensichtlich unterzog man das Gastmahl keiner abschließenden Kontrolle.“
Aus dieser „Affaire“ wurden Einschätzungen zur geistigen Atmosphäre und Lage der Künstler im Venedig des 16. Jahrhunderts abgeleitet, die durch diesen Vorgang nicht gestützt werden. Die geistliche Inquisition durfte in Venedig nie selbständig vorgehen, sondern war an die Zustimmung des Dogen und dreier Räte (Savi contro l’Ecclesia) gebunden.
Nachdem das Kloster auf Befehl Napoleons 1807 aufgelöst worden war, kam das Gemälde in die „Gallerie dell’Accademia di belle arti“ in Venedig, wo man wegen der Bildbreite von über 13 Metern die Wand des Saales zu beiden Seiten erweitern musste.
In den Staatlichen Museen Kassel befindet sich eine 1571 entstandene Vorzeichnung zu diesem Gemälde. Sie ist mit Graphit und schwarzer Feder ausgeführt und hat die Maße 30,8 cm × 20,9 cm.

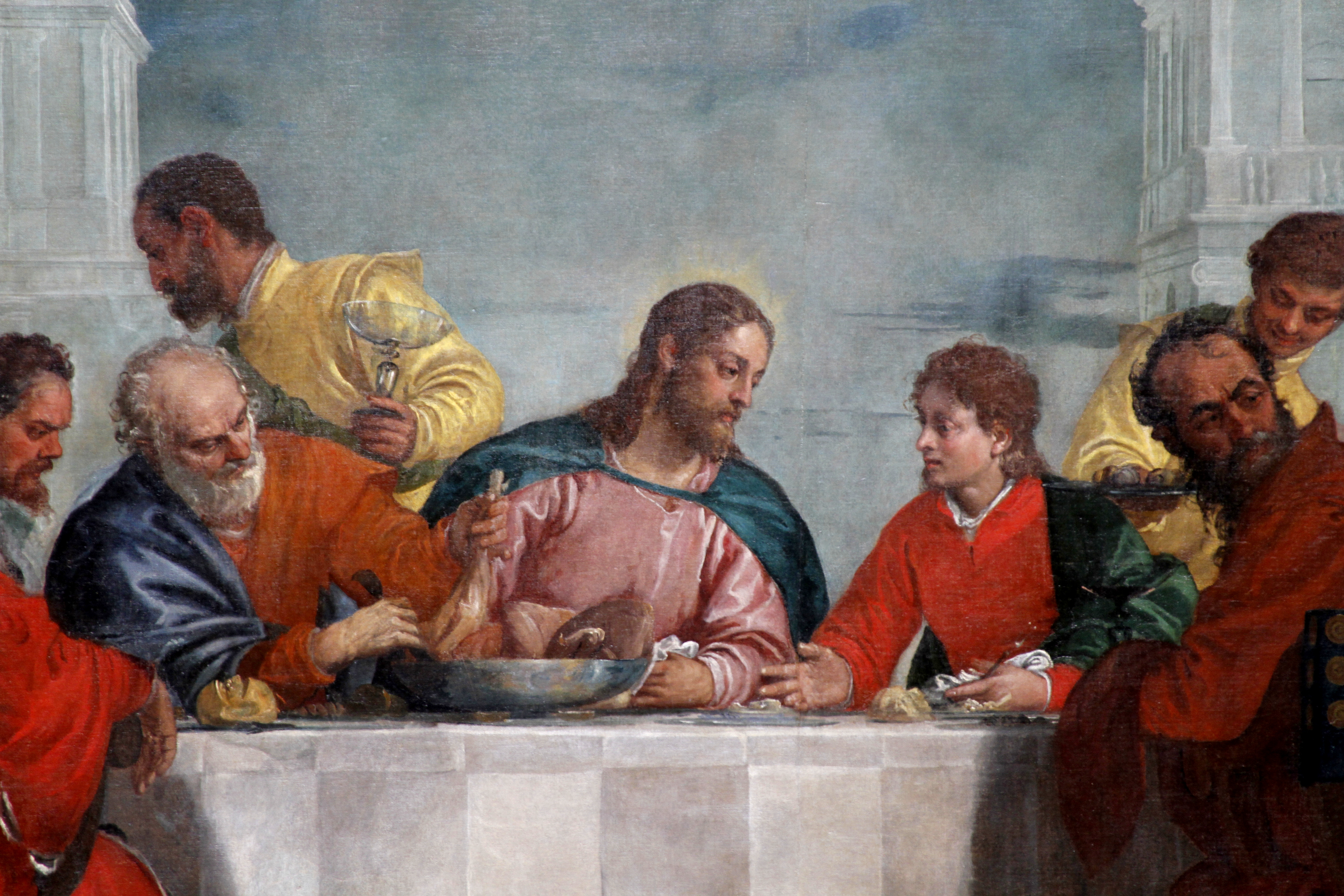
Jesus mit seinen Jüngern Petrus (links) und Johannes (rechts), Detail aus Veroneses Gastmahl im Hause des Levi, 1573

## Wirkung
- Hans Magnus Enzensberger widmet dem Gemälde und der List, mit der sich Veronese dem Gericht entzog, ein Gedicht in Der Untergang der Titanic.
- Monty Python nahmen das Bild als Vorlage zu dem Sketch The Last Supper, in dem Michelangelo vom Papst zur Rede gestellt wird.